# Sangue e ferro
Sangue e ferro (in tedesco: Blut und Eisen) è il titolo di un discorso del Primo ministro di Prussia Otto von Bismarck il 30 settembre 1862 sull'unificazione dei territori tedeschi. La frase, pronunciata verso la fine del discorso, è diventata una delle più note citazioni del futuro Cancelliere del Reich ed è l'emblema stesso della realpolitik inaugurata col sistema bismarckiano.

## Contesto storico

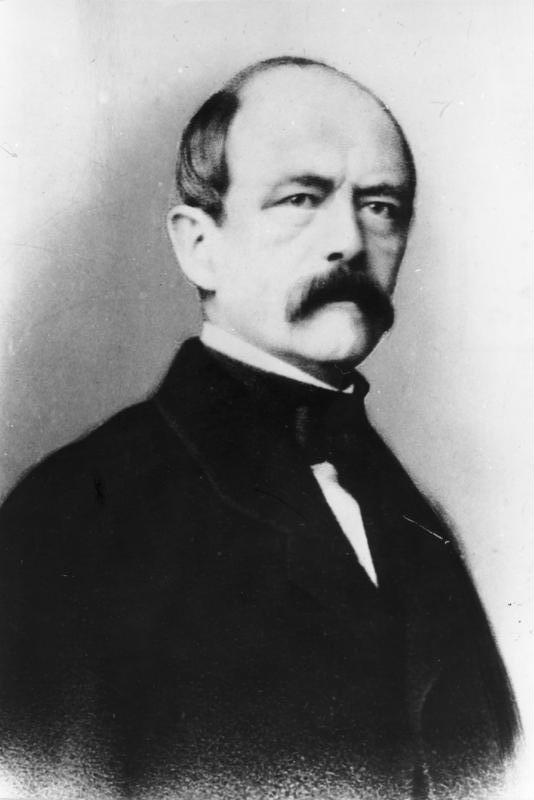
Bismarck fu nominato Primo ministro di Prussia nel 1862.

Nel settembre 1862, mentre il Landtag prussiano  si rifiutava di approvare l'aumento delle spese militari voluto dal re Guglielmo I, questi nominò Bismarck come Primo Ministro e Ministro degli Esteri. Pochi giorni dopo, Bismarck comparve davanti al Comitato di Bilancio del Landtag e sottolineò l'importanza della preparazione militare. Concluse il suo discorso con la seguente frase:
(Otto von Bismarck)
Questa frase venne popolarizzata con il più eufonico Blut und Eisen ("sangue e ferro").
Sebbene Bismarck fosse un eccezionale diplomatico, la frase "sangue e ferro" è divenuta emblematica nella descrizione della sua spregiudicata politica estera in quanto egli riuscì nel suo intento di creare uno Stato tedesco conservatore e dominato dalla Prussia attraverso (solo) tre (brevi) guerre: dapprima Bismarck coinvolse l'Impero austriaco in una guerra contro la Danimarca avente l'obiettivo di recuperare lo Schleswig-Holstein alla Confederazione germanica (Seconda guerra dello Schleswig, 1864); successivamente, in alleanza con il Regno d'Italia, mosse guerra all'Austria, la batté nella battaglia di Sadowa (3 luglio 1866), la costrinse a cedere il Veneto alla Francia (la quale poi lo donò all'Italia), per poi espellerla dalla Confederazione germanica; infine, riuscì a spingere la Francia di Napoleone III a dichiarare guerra alla Confederazione Tedesca del Nord (19 luglio 1870) per mezzo di un dispaccio diplomatico falsificato, a portare al fianco della Prussia nella guerra franco-prussiana tutti gli Stati tedeschi (anche quelli del Sud con alla testa la Baviera) e ad avere la meglio sul nemico riportando una schiacciante vittoria (sancita dal trattato di Francoforte, per cui la Francia dovette cedere l'Alsazia e la Lorena). L'esito vittorioso spinse gli Stati tedeschi del Sud a iniziare le trattative con la Prussia per il loro ingresso nella Confederazione. Il 18 gennaio 1871 la Confederazione venne trasformata nell'Impero tedesco di cui, su proposta di Luigi II di Baviera, Guglielmo I fu proclamato imperatore nella Galleria degli Specchi della reggia di Versailles, per somma umiliazione dei francesi.